# オピトヌイ (駆逐艦)
オピトヌイ（Опытный）は、ソヴィエト/ロシア海軍の駆逐艦である。当初の艦名は「セルゲイ・オルジョニキーゼ」。
ソ連海軍の計画名は45型駆逐艦（Лидеры эсминцев проекта 45）である。
実験的性格が強く、建造されたのは「オピトヌイ」1隻のみである。

## 解説
1934年に開発が開始された。実験的な高速駆逐艦として計画され、主機にドイツの高温高圧罐・ワーグナーボイラーを参考に、さらに小型化・高出力化したものを採用し、最大速力42ktを目標とした。主砲は、日本の吹雪型駆逐艦の主砲塔を参考にして開発した二連装130mm砲「B-2LM」を採用、従来の主砲塔より軽量化が図られた。本型は「オピトヌイ」のみがジダーノフ造船廠で建造され、1935年に進水、1941年に就役、1949年に退役、1956年に処分された。

## 諸元
| 分類   | 駆逐艦                                                                        |
| 排水量 | 基準1,570t、満載1,870t                                                        |
| 寸法   | 全長113.5m、全幅10.6m、吃水4.2m                                               |
| 速力   | 40.0ノット                                                                    |
| 航続力 | 18ノット-1,370浬                                                              |
| 乗員数 | 262名                                                                         |
| 機関   | 重油ボイラー4基、蒸気タービン2基、2軸推進、出力70,000馬力                     |
| 兵装   | 130mm連装砲3基、533mm四連装発射管2基、 45mm機関砲4門、37mm機関砲3門、機雷60個 |